# Język dera
Język dera, także: dla, dra, kamberataro, mangguar – język papuaski z rodziny języków senagi, używany na pograniczu Indonezji i Papui-Nowej Gwinei (dystrykty Web i Senggi w indonezyjskiej części Nowej Gwinei i dystrykt Amanab w Papui-Nowej Gwinei). Według danych z 2006 r. posługuje się nim 1200 osób.
Dzieli się na dwa dialekty: dla właściwy (używany w głównych miejscowościach: Kamberatoro Mission, Amgotro Mission, Komando) i menggwa (mniejszościowy, 200 użytkowników). Są wzajemnie zrozumiałe, choć ten drugi bywa także klasyfikowany jako odrębny język.
Prawie wszyscy jego użytkownicy znają również malajski papuaski bądź tok pisin. Znajomość tych języków występuje po obu stronach granicy, a ich ekspansja (od lat 60. XX w.) ma znaczny wpływ na żywotność języka dera, który zanika u młodszego pokolenia. Ocenia się, że jest zagrożony wymarciem. Znaczna część społeczności Dera posługuje się także angielskim bądź indonezyjskim.
Jest zapisywany alfabetem łacińskim, choć brak ujednoliconych zasad ortografii. Sami użytkownicy jednak rzadko zapisują swój język, preferując posługiwanie się malajskim i tok pisin.